# Tábula rasa

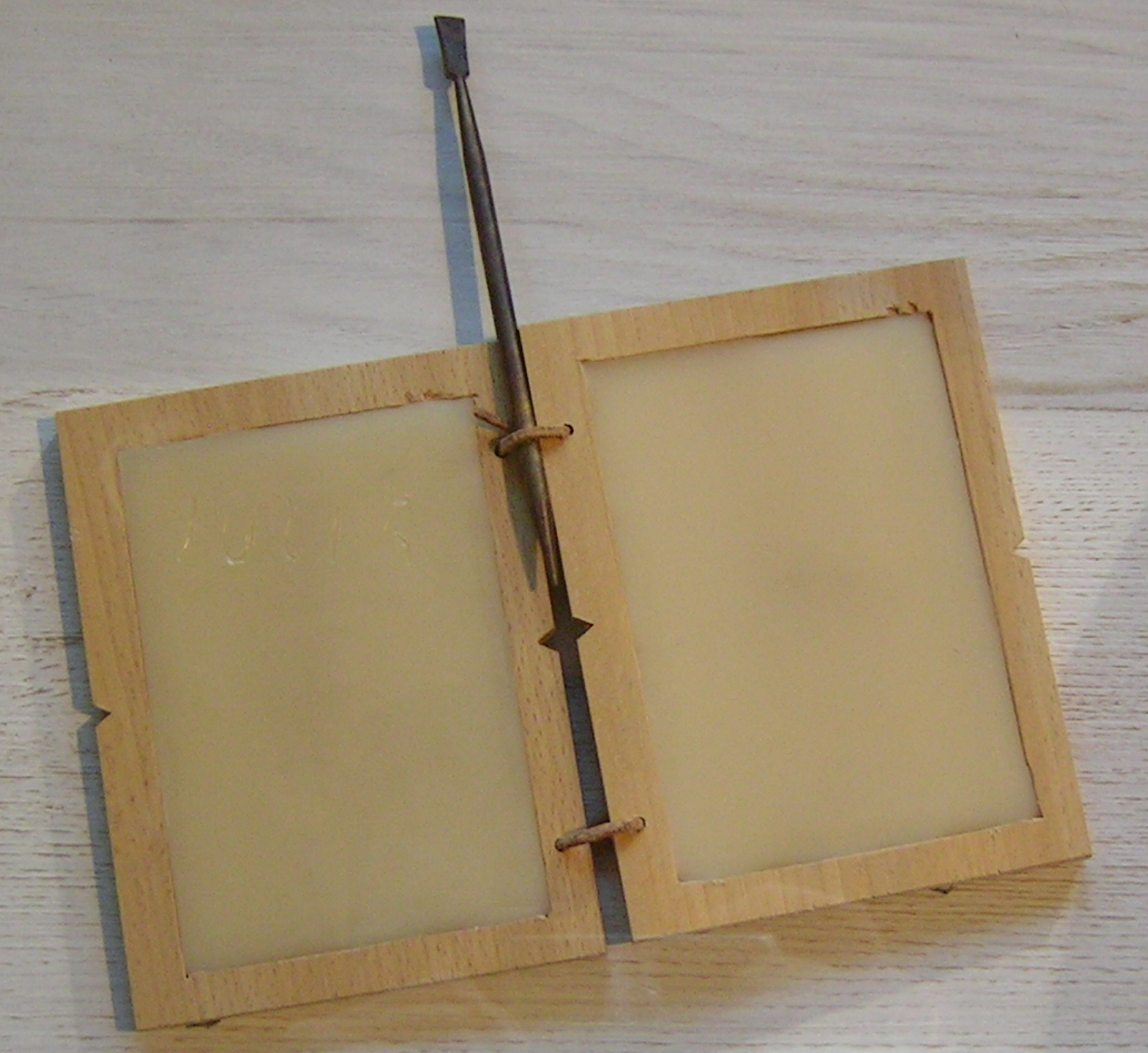
Recriação da tabuleta de cera romana, com stylus ao centro

Tábula rasa é a tradução para a expressão em latim tabula rasa, que significa literalmente "tábua raspada", e tem o sentido de "folha de papel em branco".
A palavra tábula, neste caso, refere-se às tábuas cobertas com  fina camada de cera, usadas na antiga Roma para escrever, fazendo-se incisões sobre a cera com uma espécie de estilete. As incisões podiam ser eliminadas ao aquecer a cera, de modo que se pudesse escrever de novo sobre a tábula rasa, isto é, sobre a tábua raspada ou apagada — no caso, sobre a cera resfriada e novamente sólida.
Como metáfora, o conceito de tábula rasa foi utilizado por Aristóteles (em oposição a Platão) e difundido principalmente por Alexandre de Afrodísias, para indicar uma condição em que a consciência é desprovida de qualquer conhecimento inato — tal como uma folha em branco, a ser preenchida. Esta ideia continuou a ser desenvolvida pela filosofia da Grécia Antiga; a epistemologia da escola estoica enfatiza que a mente inicia vazia, mas adquire conhecimento à medida que o mundo exterior impressiona.
Já na modernidade, o conceito foi aplicado ao intelecto, através da tese epistemológica que fundamenta o empirismo. Este argumento da tábula rasa foi usado  pelo filósofo inglês John Locke, considerado como o protagonista do empirismo. Locke detalhou a tese da tábula rasa em seu livro Ensaio acerca do Entendimento Humano, de 1690. Para ele, todas as pessoas nascem sem conhecimento algum (i.e. a mente é, inicialmente, como uma "folha em branco"), e todo o processo do conhecer, do saber e do agir é aprendido através da experiência. A partir do século XVII, o argumento da tábula rasa  foi importante não apenas do ponto de vista da filosofia do conhecimento, ao contestar o inatismo de Descartes, mas também do ponto de vista da filosofia política, ao defender que, não havendo ideias inatas, todos os homens nascem iguais. Forneceu assim a base da crítica ao absolutismo e da contestação do poder como um direito divino ou como atributo inato.